# 喬治·芬
喬治·芬（George Finn，1990年1月21日—）是美國的一位演員。他是喬治亞裔美國人，最著名的作品是在2012年電影LOL中飾演Chad角色。